# 로프트 (2008년 영화)
《로프트》(Loft)는 2008년 공개된 벨기에의 에로 스릴러 영화이다.

## 출연

### 주연
- 코엔 드 보우
- 플립 피터스

### 조연
- 마티아스 쇼에나에츠
- 코엔 드 그라에베
- 비네 디에릭스
- 마리 빈크
- 얀 데클레어
- 기니 베르보에츠
- 사라 드 루
- 더크 루프트후프트
- 로라 베린덴